# Христич Зоя Петрівна
Зо́я Петрі́вна Хри́стич (лат. Zoia Khrystych,1 листопада 1932, Тираспіль, Молдавська АРСР, Українська Радянська Соціалістична Республіка — 3 травня 2016, Київ, Україна) — українська оперна співачка (ліричне сопрано), педагогиня. Народна артистка Української РСР (1965).

## Біографія
У 1956 році закінчила Одеську консерваторію (клас Ольги Благовидової). Після дипломної вистави Зоя Христич запрошена солісткою Одеського оперного театру.
У цьому ж році, після успішного виступу на республіканському огляді молодих виконавців — випускників консерваторій України, запрошена до Київського театру опери та балету імені Т. Г. Шевченка. Її першою роллю була партія Наталки в опері «Наталка-Полтавка» Миколи Лисенка.
Наступною великою роботою була партія Катерини в опері «Катерина» Миколи Миколайовича Аркаса за однойменною поемою Тараса Григоровича Шевченка.
Лауреатка міжнародних конкурсів вокалістів у Женеві (1956), Відні (1959), Тулузі (1962), Софії (1963).
1956—1981 — солістка Київського театру опери та балету. Гастролювала в багатьох країнах світу.
У 1965—2011 роках — викладала в Київській консерваторії, від 1984 — професор. Зоя Христич — була членкинею журі багатьох міжнародних конкурсів в Україні та за її межами.
Серед учнів та учениць — Лідія Забіляста, Володимир Гришко, Людмила Маковецька, Ольга Камінська, Ольга Фомічова, Мері Гревцова (Вихрова).

## Творчість
- Наталка («Наталка Полтавка» Миколи Лисенка).
- Катерина (однойменна опера Миколи Аркаса) за однойменною поемою Тараса Григоровича Шевченка.
- Оксана («Запорожець за Дунаєм» Семена Гулака-Артемовського).
- Мікаела («Кармен» Жорж Бізе).
- Ельза («Лоенґрін» Ріхард Вагнера).
- Леонора («Трубадур» Джузеппе Верді).
- Б'янка («Приборкання непокірної» Віссаріона Шебаліна)
- Маргарита («Фауст» Шарль Гуно).
- Цариця Ночі («Чарівна флейта» Вольфганга Моцарта).
- Гелена («Богдан Хмельницький» Костянтина Данькевича).

Зоя Христич — лауреатка міжнародних конкурсів. Виступала з концертами в Польщі, Румунії, Угорщині, Німеччині, Болгарії, Югославії, Італії та на Кубі.